# Zustimmungsersetzungsverfahren
Zustimmungsersetzungsverfahren sind (gerichtliche) Verfahren zur Ersetzung einer verweigerten Zustimmung durch die Zustimmung einer höheren Instanz in Fällen, in denen ein Rechtsakt zu seiner Wirksamkeit der vorherigen Zustimmung bedarf.
Zustimmungsersetzungsverfahren kann es in den verschiedensten Rechtsgebieten geben.
Im Betriebsverfassungsrecht der Bundesrepublik Deutschland gibt es zum Beispiel
- das Zustimmungsersetzungsverfahren nach § 99 Abs. 4 BetrVG (Zustimmungsersetzungsverfahren (§ 99 Abs. 4 BetrVG)) bei personellen Einzelmaßnahmen;
- das Zustimmungsersetzungsverfahren nach § 103 Abs. 2 BetrVG bei der außerordentlichen Kündigung von u. a. Betriebsratsmitgliedern oder deren Versetzung.